# 600
600 је била преступна година.

## Догађаји
- Краљ Хлотар II од Неустрије је поражен од својих нећака, Теудеберта II и Теудерика II, код Дормела .
- Германски и словенски народи имају огроман пораст становништва, при чему су Словени концентрисани на Балканском полуострву.
- Рим наставља као део Византијског царства. Италијанско полуострво је подељено на независне градове и војводства.
- Венеција наставља као независно царство, саграђена од рибарских села и насељена од стране бегунаца.
- Дорестад, који лежи у рачвању између два крака реке Рајне, основали су Франци као трговачки центар.
- Краљ Агилулф од Лангобарда и краљица Теоделинда граде комплекс палате у Монци, североисточно од Милана.
- Моравски Срби стичу независност, задржавајући нападе Авара и Франака који покушавају да изврше инвазију.
- Велике богиње по први пут стижу у Западну Европу.
- Британци из Стратклајда (Шкотска), Велса и Корнвола су раздвојени англосаксонским краљевствима.
- Прва од јапанских амбасада је послата у Царску Кину .
- Персијанци почињу да користе ветрењаче за наводњавање.
- Намри Сонгтсен постаје нови краљ Тибета.
- Чатуранга се игра у свом тренутном облику у Индији.
- Јангди, цар Суи, проширује Велики канал. Он наводно преузима власт тровањем свог оца. Ма Шу-моу, звани Маху.. По завршетку, канал се продужио за 1.100 миља. 5,5 милиона људи је ангажовано да заврши канал од 1550 миља.
- Најстарији натпис на мон језику датира из 600. године, касније пронађен у Ват Пхоранг, Тајланд.
- Му постаје краљ корејског краљевства Баекје.
- Лома Цалдера (Ел Салвадор) еруптира, затрпајући село Маја Јоиа де Церен.
- Град Теотихуакан (централни Мексико) почиње да постаје нестабилан, јер исцрпљују своје ресурсе до њиховог неизбежног колапса (вероватно изазваног Толтецима) око 700. године.
- Моче култура завршава у Андима. Царство Вари је основано на Андима.
- Рани досељеници са Маркиза граде рибњак Алакоко и таро поља на Кауаију, Хаваји.
- Германски народи, због обилнијег снабдевања храном, користе плуг „одео“, који су Словени увели у Источну Европу. Рало обрађује земљу са коњима и воловима.
- Израђен је Магијев ритуал пуштања крви, фрагмент фреске из Теотихуакана, Мексико. Теотихуацан култура. Сада се чува у Музеју уметности у Кливленду.
- Изграђени су Палата и Храм натписа (гробница-пирамида Кинича Јанааб' Пакала), Паленке, Мексико. Култура Маја.
- Израђена је цилиндрична посуда. Култура Маја. Сада се чува у Музеју уметности Универзитета Принстон у Њу Џерсију.
- 16. фебруар – Папа Гргур I декретом уводи „Бог вас благословио“ као верски исправан одговор на благослов.
- На Синајској гори почиње изградња манастира Свете Катарине.
- Ирски мисионари проповедају у Шкотској и Немачкој.
- У Јапану почињу да се стварају скулптуре Буде под кинеским утицајем.
- Суматра, Јава и околна острва прихватају будизам.
- Августин Кентерберијски приводи Етхелберхта од Кента у хришћанство.
- Нубијски владари постају хришћани.
- Становништво Земље расте на око 208 милиона људи.